# 콜린 데이비스

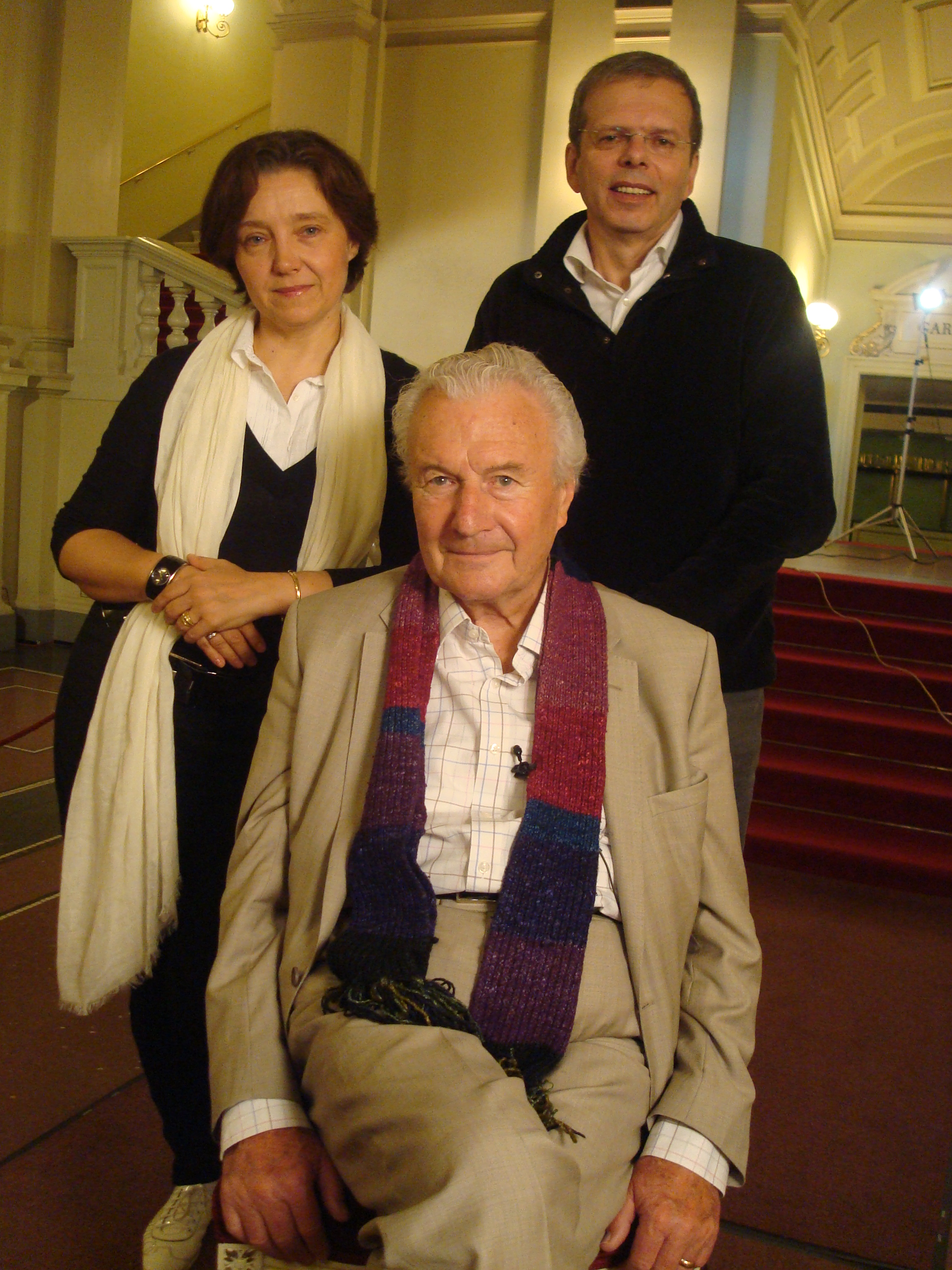
콜린 데이비스 (2010년, 가운데)

콜린 데이비스 경(영어: Sir Colin Rex Davis, CH, CBE, 1927년 9월 25일 ~ 2013년 4월 14일)은 영국의 지휘자이다.
왕립음악대학(RCM)에서 클라리넷을 전공한 이후 지휘자의 길을 걸어 로열 오페라 코번트 가든, BBC 교향악단, 바이에른 방송 교향악단, 런던 교향악단 등의 음악감독 및 상임지휘자를 역임했다. 특히 런던 교향악단에서의 활동으로 유명하다.
모차르트, 베를리오즈, 엘가, 시벨리우스, 스트라빈스키 등의 음악을 주요 레퍼토리로 하였으며, 헨델 등 바로크 음악에도 일가견이 있었다.
왕립음악원(RAM)의 교수로 교편을 잡기도 했으며, 2002년 록 음악가 엘튼 존과 함께 명예 음악박사학위(hon DMus, honorary Doctorate of the University of London)를 받았다(참조: 영어 위키백과).

## 서훈
- 1965년 대영 제국 훈장 3등급(CBE) 수훈[1]
- 1980년 기사작위(Knight Bachelor) 서임[2]
- 2001년 컴패니언 오브 아너(CH; Order of the Companions of Honour)[3]